# 사용성공학
사용성공학(Usability engineering)은 사용성을 공학적 방법으로 연구하는 학문으로 인간 컴퓨터 상호작용(HCI : Human Computer Interface 또는 Human Computer Interaction)의 한 분야로 구분되기도 한다.
기존의 인간공학과 인지 및 실험 심리학에서 다루던 다양한 tool을 어떻게 하면 사용자의 경험 (UX)을 측정하는데 사용할 수 있을지에 대해서, 논리적, 통계적, 실험적, 심리적 평가 방법을 통하여 검증하는 공학적 방법이다.